# Sterigmostemum caspicum
Sterigmostemum caspicum là một loài thực vật có hoa trong họ Cải. Loài này được (Lam.) Kuntze miêu tả khoa học đầu tiên năm 1891.